# Кастело (Кунео)
Кастело (итал. Castello) је насеље у Италији у округу Кунео, региону Пијемонт.
Према процени из 2011. у насељу је живело 103 становника. Насеље се налази на надморској висини од 1588 м.